# David Belbin

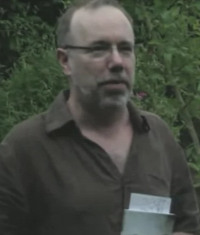
David Belbin op de boekvoorstelling van Secret Gardens

David Belbin (Sheffield, 19 januari 1958) is een Brits schrijver van voornamelijk jeugdboeken over jongeren en criminaliteit.
David Belbin heeft een 40-tal boeken geschreven, waarvan er 3 zijn vertaald naar het Nederlands. 